# Sumatradollar
De Sumatradollar was een munteenheid van Sumatra tot 1824, die in dat jaar werd vervangen door de Nederlands-Indische gulden. Delen van Sumatra stonden tot dat jaar onder het gezag van de British East India Company. Die was zelf in de loop der jaren steeds meer onder supervisie komen te staan van de Britse overheid. Toen deze overheid in 1824 met Nederland het Verdrag van Londen sloot, vervielen de Britse delen van Sumatra aan Nederland, dat in ruil daarvoor zijn bezittingen in Malakka opgaf.
De Sumatradollar kende koperen munten van 1, 2 en 4 keping (een oorspronkelijk Chinese term): één keping was een honderdste dollar, dus een "cent". Ook was de dollar verdeeld in vier suku (een Maleis woord, en dus equivalent aan een "dollarkwartje"). Er bestonden zilveren munten van 2 suku. In 1797 werden er echter koperen halvedollarmunten uitgegeven.